# Česma Fuležina i vodovod u Kaštel Starome
Česma Fuležina i vodovod, česma i vodovod iz 19. stoljeća u Kaštel Starome.

## Opis dobra
Česma Fuležina u Kaštel Starom izgrađena je u čast posjeta cara Franje Josipa Kaštelima u travnju 1875. godine. Današnje postojeće stanje fontane oblikovano je 1938. godine prilikom obnove. Fontana je podzemnim kanalom spojena s vodovodom koji se proteže nešto južnije sve do sjevernih bedema povijesne jezgre Kaštel Starog. Izgrađen je od pravilno klesanih kamenih blokova na lukovima u konstantnom padu, a djelomično podzemnim kanalom. Prema načinu gradnje i položaju kasnijih objekata koji poštuju liniju vodovoda možemo pretpostaviti da je izgrađen tijekom 18. st. Voda s potoka Fuležine imala je snažan utjecaj na gospodarski i svakodnevni život stanovnika Kaštel Starog.

## Zaštita
Pod oznakom Z-6867 zavedena je kao nepokretno kulturno dobro - pojedinačno, pravna statusa zaštićena kulturnog dobra, klasificirano kao "profana graditeljska baština".